# 鮑偉華
鮑偉華爵士，GBS（1929年12月4日—2009年11月19日），香港及汶萊資深法官。鮑偉華生於澳洲昆士蘭，早年在澳洲任執業大律師，1965年加入香港司法部，歷任土地審裁處裁判司、土地審裁處庭長、最高法院按察司及上訴庭副庭長等職。在1996年，最高法院首席大法官楊鐵樑爵士因競選第一任行政長官而辭職，結果由鮑偉華以署任形式接任，至1997年香港主權移交後，復任高等法院上訴庭副庭長，並在1999年退休，不過留任香港終審法院非常任法官。
鮑偉華在1999年分別獲英廷和香港特區政府策封爵士和頒授金紫荊星章，後來在2000年擔任香港大學獨立調查委員會主席，調查「港大民調風波」；以及於2005年參與審理龔如心與家翁王廷歆之間的爭產案。鮑偉華晚年任汶萊上訴庭法官，2007年起出任庭長，惟於2009年死於任上。

## 生平

### 早年生涯
鮑偉華1929年12月4日生於澳洲布里斯班，有一胞姐和胞兄，在家中排行最小。鮑偉華的家族在澳洲具一定聲望，他的祖父法蘭西斯·奧古斯特·鮑爾閣下（Hon. Francis Isidore Power，1852年－1912年）曾任昆士蘭立法局議員；另伯公維吉爾·鮑爾（Virgil Power，1849年－1914年）曾任昆士蘭最高法院法官。鮑偉華的父親約翰·約瑟夫·鮑爾（John Joseph Power）在澳洲陸軍任職醫生，歷任昆士蘭賽馬公會（Queensland Turf Club）會長，而母親是希爾達·鮑爾（Hilda Power）。
鮑偉華早年入讀位於昆士蘭圖翁巴的丹蘭斯學院（Downlands College），畢業後升讀昆士蘭大學主修文學及法律，在校內曾於聯校辯論比賽中得獎，後從大學獲得文學士及法律學士學位。

### 司法生涯
大學畢業後，鮑偉華於1955年從澳洲高等法院及昆士蘭最高法院取得執業大律師資格，並在澳洲執業。在1965年，鮑偉華遷居香港，加入司法部土地審裁處任職裁判司，至1976年累遷升為土地審裁處庭長，任內連續三年負責主編《土地審裁處年報》（Lands Tribunal Law Reports）。 在1979年，鮑偉華獲委任為最高法院按察司，任內於1984年獲港府委任為廣播事業檢討委員會主席，並於1985年發表報告，促成廣播事務管理局在1987年成立。鮑偉華自1987年起出任上訴庭按察司，1993年獲委為最高法院上訴庭副庭長，後於1994年至1997年任《香港法律彙報》（Hong Kong Law Reports）編委會主編。
在1996年，時任首席大法官楊鐵樑爵士因角逐行政長官宣佈辭職，鮑偉華遂獲委任署理首席大法官，直到1997年香港主權移交為止。主權移交後，首席法官一職由李國能接任，而鮑偉華則改任高等法院上訴庭副庭長，同時任終審法院非常任法官。 鮑偉華在1999年7月退休，但仍留任終審法院非常任法官，任內有份於2005年參與審理龔如心與家翁王廷歆的爭產案。為答謝其對司法界的多年貢獻，鮑偉華在1999年英女皇壽辰名單中獲封下級勳位爵士，並在同年親自往倫敦出席授勳儀式。香港特區政府亦在同年向他頒授金紫荊星章。
在2000年，香港大學爆發「港大民調風波」，該校民意研究計劃主任鍾庭耀在報章披露，時任行政長官董建華透過第三者向他施壓，要求他停止對政府及行政長官的民望進行民調。事件在當時引起輿論強烈爭議，促使時任港大校務委員會主席楊鐵樑爵士設立獨立調查委員會徹查。其中委員會主席由鮑偉華出任，另外兩名委員分別是前大律師公會主席黃福鑫、以及消費者委員會總幹事陳黃穗。 委員會最後發表長達76頁的報告，得出一致結論，認為董建華的行政長官高級特別助理路祥安，確曾試圖對民意研究計劃施加影響，事件最終導致港大校長鄭耀宗和副校長黃紹倫辭職。

### 晚年生涯
鮑偉華自1980年起已間中任汶萊客席按察司，1999年從香港高等法院上訴庭副庭長一職退休後，他在2003年起任汶萊最高法院上訴庭法官，並在2007年升任汶萊上訴庭庭長。 鮑偉華晚年居於澳洲，但仍經常往返汶萊審案。在2009年，他主持了汶萊整個法律年度的工作，惟至2009年11月19日，他突然因心臟病發而被送往汶萊水晶公園醫療中心（Jerudong Park Medical Centre）搶救，同日不治，死於任上，終年79歲。
鮑偉華身後，汶萊律師會對其逝世致以哀悼；而時任香港終審法院首席法官李國能亦同表哀痛。李國能對鮑偉華予以高度評價，認為他是傑出的法官和律師，在撰寫判詞方面，「尤其是在刑事法範疇，堪稱權威典範」。 在11月21日，汶萊律師會為鮑偉華舉行悼念儀式，鮑偉華爵士夫人及汶萊司法界主要人物都有出席。

## 家庭
鮑偉華在1965年3月27日娶克羅地亞籍女子伊爾瑪·瑪露也（Irma Maroya）為妻，之後夫婦兩人一同來港，兩人共育有兩子一女。 鮑偉華的興趣包括旅遊及閱讀，他對烹飪及品酒亦甚有研究。 他在1984年至1999年曾任國際美酒佳餚學會香港島區主席，後在1994年至1999年任亞太區主席，1999年至2009年任澳洲黃金海岸區主席。 他在1988年首度在香港舉辦美酒展，此後成為每年一屆。

## 榮譽

### 殊勳
- Kt. （1999年英女皇壽辰）
- G.B.S. （1999年）

## 注腳
1. 1 2 3 4 5  "Sir Noel Plunkett Power 的存檔，存档日期2013-05-13.", Supreme Court of Queensland Library, retrieved on 24 November 2009.
2. 1 2 3 4 5 6  Who's Who. London: A & C Black, 2008.
3. ↑  〈梁振英：港大問題港大解決 （页面存档备份，存于）〉，《星島網新聞回顧》，2000年7月27日。
4. ↑  "President Of Brunei Court Of Appeal Passes Away （页面存档备份，存于）", BruDirect.COM, 21 November 2009.
5. ↑  〈李國能哀痛鮑偉華逝世[永久]〉，《星島日報》，2009年11月19日。
6. ↑  Danial Norjidi, "Tribute for late Justice （页面存档备份，存于）", Borneo Bulletin, 22 November 2009.
7. ↑  〈理財智慧：Winpac推動葡萄酒文化 （页面存档备份，存于）〉，《蘋果日報》，2005年1月25日。

## 外部連結
- Shaping Queensland: Prominent Legal Families - Power and Hart
- 終院法官鮑偉華逝世李國能深感哀痛，《蘋果日報》即時新聞，2009年11月20日
- 立法局會議過程正式紀錄 （页面存档备份，存于），1986年3月19日

| 司法职务            | 司法职务                                                                      | 司法职务                             |
| ------------------- | ----------------------------------------------------------------------------- | ------------------------------------ |
| 前任者： 康士爵士   | 香港最高法院上訴庭副庭長 （1997年後改稱高等法院上訴庭副庭長） 1993年 - 1999年 | 繼任者： 司徒冕                      |
| 前任者： 楊鐵樑爵士 | 香港首席大法官 1996年 - 1997年 （署理）                                       | 繼任者： 李國能 香港終審法院首席法官 |
| 前任者： 康士爵士   | 汶萊最高法院上訴庭庭長 2007年 - 2009年                                        | 繼任者： 馬天敏                      |